# Saison 2022-2023 des Nets de Brooklyn
La saison 2022-2023 des Nets de Brooklyn est la 56e saison de la franchise et la 47e au sein de la National Basketball Association (NBA). C'est la 11e saison dans la ville de Brooklyn.

## Draft
- Aucun choix de draft cette saison.

## Matchs

### Summer League
| Summer League Total: 3-2 |

| Match | Date match | Équipe       | Score    | Meilleur marqueur   | Meilleur rebondeur  | Meilleur passeur   | Lieux Spectateurs      | Série |
| ----- | ---------- | ------------ | -------- | ------------------- | ------------------- | ------------------ | ---------------------- | ----- |
| 1     | 8 juillet  | Milwaukee    | D 90-94  | Cameron Thomas (31) | Day'Ron Sharpe (10) | RaiQuan Gray (4)   | Cox Pavilion 0         | 0 - 1 |
| 2     | 10 juillet | Philadelphie | V 91-84  | Cameron Thomas (26) | Day'Ron Sharpe (11) | Cameron Thomas (7) | Thomas & Mack Center 0 | 1 - 1 |
| 3     | 12 juillet | Memphis      | D 84-120 | Cameron Thomas (29) | Day'Ron Sharpe (9)  | David Duke Jr. (4) | Cox Pavilion 0         | 1 - 2 |
| 4     | 14 juillet | Minnesota    | V 102-83 | Cameron Thomas (26) | Day'Ron Sharpe (10) | David Duke Jr. (6) | Cox Pavilion 0         | 2 - 2 |
| 5     | 16 juillet | Boston       | V 102-95 | Cameron Thomas (25) | Day'Ron Sharpe (10) | Cameron Thomas (6) | Thomas & Mack Center 0 | 3 - 2 |

### Pré-saison
| Pré-saison Total: 2-2 (Domicile : 0-2; Extérieur : 2-0) |

| Match | Date match | Équipe       | Score     | Meilleur marqueur | Meilleur rebondeur  | Meilleur passeur     | Lieux Spectateurs      | Série |
| ----- | ---------- | ------------ | --------- | ----------------- | ------------------- | -------------------- | ---------------------- | ----- |
| 1     | 3 octobre  | Philadelphie | D 108-127 | Kevin Durant (13) | Sept joueurs (4)    | Ben Simmons (5)      | Barclays Center 13 250 | 0 - 1 |
| 2     | 6 octobre  | Miami        | D 80-109  | Kevin Durant (22) | Ben Simmons (10)    | Chiozza, Simmons (4) | Barclays Center 14 058 | 0 - 2 |
| 3     | 12 octobre | @ Milwaukee  | V 107-97  | Kyrie Irving (23) | Nicolas Claxton (9) | Ben Simmons (10)     | Fiserv Forum 12 544    | 1 - 2 |
| 4     | 14 octobre | @ Minnesota  | V 112-102 | Kyrie Irving (26) | Day'Ron Sharpe (13) | Durant, Simmons (6)  | Target Center 12 787   | 2 - 2 |

### Saison régulière
| Saison régulière Total: 45-37 (Domicile : 23-18; Extérieur : 22-19) |

| Match | Date match | Équipe              | Score          | Meilleur marqueur   | Meilleur rebondeur   | Meilleur passeur    | Lieux Spectateurs      | Série |
| ----- | ---------- | ------------------- | -------------- | ------------------- | -------------------- | ------------------- | ---------------------- | ----- |
| 1     | 19 octobre | La Nouvelle-Orléans | D 108-130      | Kevin Durant (32)   | Nicolas Claxton (10) | Irving, Simmons (5) | Barclays Center 18 003 | 0 - 1 |
| 2     | 21 octobre | Toronto             | V 109-105      | Kyrie Irving (30)   | Nicolas Claxton (11) | Ben Simmons (8)     | Barclays Center 17 732 | 1 - 1 |
| 3     | 24 octobre | @ Memphis           | D 124-134      | Durant, Irving (37) | Kyrie Irving (8)     | Ben Simmons (8)     | FedExForum 17 392      | 1 - 2 |
| 4     | 26 octobre | @ Milwaukee         | D 99-110       | Kevin Durant (33)   | Kyrie Irving (9)     | Ben Simmons (9)     | Fiserv Forum 17 341    | 1 - 3 |
| 5     | 27 octobre | Dallas              | D 125-129 (OT) | Kyrie Irving (39)   | Ben Simmons (8)      | Kevin Durant (5)    | Barclays Center 18 039 | 1 - 4 |
| 6     | 29 octobre | Indiana             | D 116-125      | Kyrie Irving (35)   | Nicolas Claxton (9)  | Ben Simmons (9)     | Barclays Center 17 732 | 1 - 5 |
| 7     | 31 octobre | Indiana             | V 116-109      | Kevin Durant (36)   | Claxton, Durant (9)  | Kevin Durant (7)    | Barclays Center 15 770 | 2 - 5 |

| Match | Date match   | Équipe          | Score     | Meilleur marqueur | Meilleur rebondeur   | Meilleur passeur    | Lieux Spectateurs               | Série   |
| ----- | ------------ | --------------- | --------- | ----------------- | -------------------- | ------------------- | ------------------------------- | ------- |
| 8     | 1er novembre | Chicago         | D 99-108  | Kevin Durant (32) | Nicolas Claxton (10) | Kyrie Irving (7)    | Barclays Center 17 732          | 2 - 6   |
| 9     | 4 novembre   | @ Washington    | V 128-86  | Kevin Durant (28) | Claxton, Durant (9)  | Kevin Durant (11)   | Capital One Arena 17 258        | 3 - 6   |
| 10    | 5 novembre   | @ Charlotte     | V 98-94   | Kevin Durant (27) | Nicolas Claxton (9)  | Royce O'Neale (5)   | Spectrum Center 19 398          | 4 - 6   |
| 11    | 7 novembre   | @ Dallas        | D 94-96   | Kevin Durant (26) | Nicolas Claxton (14) | Royce O'Neale (8)   | American Airlines Center 20 011 | 4 - 7   |
| 12    | 9 novembre   | New York        | V 112-85  | Kevin Durant (29) | Kevin Durant (12)    | Kevin Durant (12)   | Barclays Center 18 156          | 5 - 7   |
| 13    | 12 novembre  | @ L.A. Clippers | V 110-95  | Kevin Durant (27) | Nicolas Claxton (14) | Edmond Sumner (4)   | Crypto.com Arena 17 777         | 6 - 7   |
| 14    | 13 novembre  | @ L.A. Lakers   | D 103-116 | Kevin Durant (31) | Kevin Durant (9)     | Kevin Durant (7)    | Crypto.com Arena 18 040         | 6 - 8   |
| 15    | 15 novembre  | @ Sacramento    | D 121-153 | Kevin Durant (27) | Ben Simmons (5)      | Kevin Durant (6)    | Golden 1 Center 17 611          | 6 - 9   |
| 16    | 17 novembre  | @ Portland      | V 109-107 | Kevin Durant (35) | Ben Simmons (13)     | Royce O'Neale (11)  | Moda Center 19 393              | 7 - 9   |
| 17    | 20 novembre  | Memphis         | V 127-115 | Kevin Durant (26) | Ben Simmons (8)      | Royce O'Neale (8)   | Barclays Center 18 241          | 8 - 9   |
| 18    | 22 novembre  | @ Philadelphie  | D 106-115 | Kyrie Irving (23) | O'Neale, Simmons (7) | Ben Simmons (11)    | Wells Fargo Center 20 184       | 8 - 10  |
| 19    | 23 novembre  | @ Toronto       | V 112-98  | Kyrie Irving (29) | Nicolas Claxton (12) | Royce O'Neale (7)   | Scotiabank Arena 19 800         | 9 - 10  |
| 20    | 25 novembre  | @ Indiana       | D 117-128 | Kevin Durant (36) | Nicolas Claxton (11) | Kevin Durant (8)    | Gainbridge Fieldhouse 15 404    | 9 - 11  |
| 21    | 27 novembre  | Portland        | V 111-97  | Kevin Durant (31) | Ben Simmons (12)     | Ben Simmons (8)     | Barclays Center 17 732          | 10 - 11 |
| 22    | 28 novembre  | Orlando         | V 109-102 | Kevin Durant (45) | Nicolas Claxton (13) | Durant, O'Neale (5) | Barclays Center 15 704          | 11 - 11 |
| 23    | 30 novembre  | Washington      | V 113-107 | Kevin Durant (39) | Claxton, O'Neale (8) | Royce O'Neale (7)   | Barclays Center 15 963          | 12 - 11 |

| Match | Date match  | Équipe       | Score     | Meilleur marqueur   | Meilleur rebondeur   | Meilleur passeur    | Lieux Spectateurs                 | Série   |
| ----- | ----------- | ------------ | --------- | ------------------- | -------------------- | ------------------- | --------------------------------- | ------- |
| 24    | 2 décembre  | Toronto      | V 114-105 | Kyrie Irving (27)   | Claxton, Durant (9)  | Kevin Durant (7)    | Barclays Center 17 732            | 13 - 11 |
| 25    | 4 décembre  | Boston       | D 92-103  | Kevin Durant (31)   | Nicolas Claxton (14) | Durant, Irving (5)  | Barclays Center 18 043            | 13 - 12 |
| 26    | 7 décembre  | Charlotte    | V 122-116 | Kyrie Irving (33)   | Kevin Durant (9)     | Kyrie Irving (9)    | Barclays Center 16 903            | 14 - 12 |
| 27    | 9 décembre  | Atlanta      | V 120-116 | Kevin Durant (34)   | Kyrie Irving (11)    | Ben Simmons (7)     | Barclays Center 18 072            | 15 - 12 |
| 28    | 10 décembre | @ Indiana    | V 136-133 | Cameron Thomas (33) | Day'Ron Sharpe (12)  | Patrick Mills (6)   | Gainbridge Fieldhouse 14 280      | 16 - 12 |
| 29    | 12 décembre | @ Washington | V 112-100 | Kevin Durant (30)   | Kevin Durant (9)     | Kevin Durant (6)    | Capital One Arena 16 090          | 17 - 12 |
| 30    | 16 décembre | @ Toronto    | V 119-116 | Kyrie Irving (32)   | Nicolas Claxton (10) | Irving, Simmons (5) | Scotiabank Arena 19 800           | 18 - 12 |
| 31    | 18 décembre | @ Détroit    | V 124-121 | Kevin Durant (43)   | Ben Simmons (8)      | Ben Simmons (8)     | Little Caesars Arena 19 488       | 19 - 12 |
| 32    | 21 décembre | Golden State | V 143-113 | Kevin Durant (23)   | Claxton, Durant (7)  | Ben Simmons (8)     | Barclays Center 18 026            | 20 - 12 |
| 33    | 23 décembre | Milwaukee    | V 118-100 | Kevin Durant (24)   | Ben Simmons (11)     | Ben Simmons (8)     | Barclays Center 18 169            | 21 - 12 |
| 34    | 26 décembre | @ Cleveland  | V 125-117 | Durant, Irving (32) | Durant, Simmons (9)  | Ben Simmons (8)     | Rocket Mortgage FieldHouse 19 432 | 22 - 12 |
| 35    | 28 décembre | @ Atlanta    | V 108-107 | Kyrie Irving (28)   | Kevin Durant (16)    | Durant, Irving (8)  | State Farm Arena 0                | 23 - 12 |
| 36    | 31 décembre | @ Charlotte  | V 123-106 | Kyrie Irving (28)   | T. J. Warren (7)     | Royce O'Neale (6)   | Spectrum Center 19 386            | 24 - 12 |

| Match | Date match | Équipe                | Score     | Meilleur marqueur | Meilleur rebondeur   | Meilleur passeur    | Lieux Spectateurs              | Série   |
| ----- | ---------- | --------------------- | --------- | ----------------- | -------------------- | ------------------- | ------------------------------ | ------- |
| 37    | 2 janvier  | San Antonio           | V 139-103 | Kyrie Irving (27) | Kyrie Irving (8)     | Kevin Durant (11)   | Barclays Center 18 224         | 25 - 12 |
| 38    | 4 janvier  | @ Chicago             | D 112-121 | Kevin Durant (44) | Ben Simmons (9)      | Kyrie Irving (8)    | United Center 21 418           | 25 - 13 |
| 39    | 6 janvier  | @ La Nouvelle-Orléans | V 108-102 | Kevin Durant (33) | Kevin Durant (10)    | Ben Simmons (10)    | Smoothie King Center 0         | 26 - 13 |
| 40    | 8 janvier  | @ Miami               | V 102-101 | Kyrie Irving (29) | Nicolas Claxton (11) | Ben Simmons (7)     | FTX Arena 19 901               | 27 - 13 |
| 41    | 12 janvier | Boston                | D 98-109  | Kyrie Irving (24) | Claxton, Simmons (9) | Ben Simmons (13)    | Barclays Center 18 125         | 27 - 14 |
| 42    | 15 janvier | Oklahoma City         | D 102-112 | Seth Curry (23)   | Nicolas Claxton (13) | Royce O'Neale (8)   | Barclays Center 18 165         | 27 - 15 |
| 43    | 17 janvier | @ San Antonio         | D 98-106  | T. J. Warren (19) | Nicolas Claxton (11) | Ben Simmons (23)    | AT&T Center 13 532             | 27 - 16 |
| 44    | 19 janvier | @ Phoenix             | D 112-117 | Kyrie Irving (30) | Nicolas Claxton (11) | Kyrie Irving (7)    | Footprint Center 17 071        | 27 - 17 |
| 45    | 20 janvier | @ Utah                | V 117-106 | Kyrie Irving (48) | Kyrie Irving (11)    | Irving, O'Neale (6) | Vivint Smart Home Arena 18 206 | 28 - 17 |
| 46    | 22 janvier | @ Golden State        | V 120-116 | Kyrie Irving (38) | Nicolas Claxton (15) | Ben Simmons (11)    | Chase Center 18 064            | 29 - 17 |
| 47    | 25 janvier | @ Philadelphie        | D 133-137 | Seth Curry (32)   | Nicolas Claxton (11) | Kyrie Irving (10)   | Wells Fargo Center 19 772      | 29 - 18 |
| 48    | 26 janvier | Détroit               | D 122-130 | Kyrie Irving (40) | Nicolas Claxton (13) | Ben Simmons (7)     | Barclays Center 17 732         | 29 - 19 |
| 49    | 28 janvier | New York              | V 122-115 | Kyrie Irving (32) | Nicolas Claxton (12) | Kyrie Irving (9)    | Barclays Center 18 100         | 30 - 19 |
| 50    | 30 janvier | L.A. Lakers           | V 121-104 | Kyrie Irving (26) | Day'Ron Sharpe (14)  | Kyrie Irving (6)    | Barclays Center 17 924         | 31 - 19 |

| Match                  | Date match  | Équipe        | Score     | Meilleur marqueur      | Meilleur rebondeur      | Meilleur passeur       | Lieux Spectateurs            | Série   |
| ---------------------- | ----------- | ------------- | --------- | ---------------------- | ----------------------- | ---------------------- | ---------------------------- | ------- |
| 51                     | 1er février | @ Boston      | D 96-139  | Kyrie Irving (20)      | Day'Ron Sharpe (7)      | Irving, O'Neale (4)    | TD Garden 19 156             | 31 - 20 |
| 52                     | 4 février   | Washington    | V 125-123 | Cameron Thomas (44)    | Nicolas Claxton (13)    | Claxton, Thomas (5)    | Barclays Center 17 732       | 32 - 20 |
| 53                     | 6 février   | L.A. Clippers | D 116-124 | Cameron Thomas (47)    | Nicolas Claxton (16)    | Dru Smith (4)          | Barclays Center 16 981       | 32 - 21 |
| 54                     | 7 février   | Phoenix       | D 112-116 | Cameron Thomas (43)    | Nicolas Claxton (13)    | O'Neale, Simmons (6)   | Barclays Center 17 093       | 32 - 22 |
| 55                     | 9 février   | Chicago       | V 116-105 | Spencer Dinwiddie (25) | Day'Ron Sharpe (12)     | Spencer Dinwiddie (6)  | Barclays Center 16 938       | 33 - 22 |
| 56                     | 11 février  | Philadelphie  | D 98-101  | Mikal Bridges (23)     | Dorian Finney-Smith (8) | Spencer Dinwiddie (6)  | Barclays Center 17 732       | 33 - 23 |
| 57                     | 13 février  | @ New York    | D 106-124 | Spencer Dinwiddie (28) | Day'Ron Sharpe (8)      | Spencer Dinwiddie (4)  | Madison Square Garden 19 812 | 33 - 24 |
| 58                     | 15 février  | Miami         | V 116-105 | Mikal Bridges (45)     | Nicolas Claxton (9)     | Bridges, Dinwiddie (5) | Barclays Center 17 963       | 34 - 24 |
| NBA All-Star Game 2023 |             |               |           |                        |                         |                        |                              |         |
| 59                     | 24 février  | @ Chicago     | D 87-131  | Cameron Thomas (22)    | Trois joueurs (6)       | Spencer Dinwiddie (5)  | United Center 21 286         | 34 - 25 |
| 60                     | 26 février  | @ Atlanta     | D 127-129 | Cameron Johnson (27)   | Nicolas Claxton (11)    | Spencer Dinwiddie (8)  | State Farm Arena 16 983      | 34 - 26 |
| 61                     | 28 février  | Milwaukee     | D 104-118 | Mikal Bridges (31)     | Claxton, Johnson (7)    | Spencer Dinwiddie (8)  | Barclays Center 17 732       | 34 - 27 |

| Match | Date match | Équipe          | Score          | Meilleur marqueur    | Meilleur rebondeur   | Meilleur passeur       | Lieux Spectateurs            | Série   |
| ----- | ---------- | --------------- | -------------- | -------------------- | -------------------- | ---------------------- | ---------------------------- | ------- |
| 62    | 1er mars   | @ New York      | D 118-142      | Cameron Johnson (33) | Nicolas Claxton (8)  | Spencer Dinwiddie (10) | Madison Square Garden 19 812 | 34 - 28 |
| 63    | 3 mars     | @ Boston        | V 115-105      | Mikal Bridges (38)   | Nicolas Claxton (12) | Spencer Dinwiddie (8)  | TD Garden 19 156             | 35 - 28 |
| 64    | 5 mars     | Charlotte       | V 102-86       | Mikal Bridges (33)   | Nicolas Claxton (12) | Spencer Dinwiddie (8)  | Barclays Center 17 921       | 36 - 28 |
| 65    | 7 mars     | @ Houston       | V 118-96       | Mikal Bridges (30)   | Nicolas Claxton (13) | Mikal Bridges (5)      | Toyota Center 14 833         | 37 - 28 |
| 66    | 9 mars     | @ Milwaukee     | D 113-118      | Patrick Mills (23)   | Yuta Watanabe (9)    | Dru Smith (5)          | Fiserv Forum 17 341          | 37 - 29 |
| 67    | 10 mars    | @ Minnesota     | V 124-123 (OT) | Mikal Bridges (34)   | Royce O'Neale (15)   | Spencer Dinwiddie (11) | Target Center 17 136         | 38 - 29 |
| 68    | 12 mars    | @ Denver        | V 122-120      | Mikal Bridges (25)   | Trois joueurs (6)    | Spencer Dinwiddie (16) | Ball Arena 19 739            | 39 - 29 |
| 69    | 14 mars    | @ Oklahoma City | D 107-121      | Mikal Bridges (34)   | Nicolas Claxton (12) | Spencer Dinwiddie (11) | Paycom Center 16 976         | 39 - 30 |
| 70    | 16 mars    | Sacramento      | D 96-101       | Mikal Bridges (23)   | Nicolas Claxton (14) | Spencer Dinwiddie (7)  | Barclays Center 18 172       | 39 - 31 |
| 71    | 19 mars    | Denver          | D 102-108      | Mikal Bridges (23)   | Nicolas Claxton (8)  | Spencer Dinwiddie (11) | Barclays Center 18 235       | 39 - 32 |
| 72    | 21 mars    | Cleveland       | D 109-115      | Day'Ron Sharpe (20)  | Day'Ron Sharpe (11)  | Spencer Dinwiddie (11) | Barclays Center 17 732       | 39 - 33 |
| 73    | 23 mars    | Cleveland       | D 114-116      | Mikal Bridges (32)   | Nicolas Claxton (9)  | Spencer Dinwiddie (12) | Barclays Center 17 732       | 39 - 34 |
| 74    | 25 mars    | @ Miami         | V 129-100      | Mikal Bridges (27)   | Nicolas Claxton (10) | Spencer Dinwiddie (9)  | Miami-Dade Arena 19 680      | 40 - 34 |
| 75    | 26 mars    | @ Orlando       | D 106-119      | Mikal Bridges (44)   | Nicolas Claxton (9)  | Spencer Dinwiddie (5)  | Amway Center 17 862          | 40 - 35 |
| 76    | 29 mars    | Houston         | V 123-114      | Cameron Johnson (31) | Nicolas Claxton (10) | Spencer Dinwiddie (11) | Barclays Center 17 074       | 41 - 35 |
| 77    | 31 mars    | Atlanta         | V 124-107      | Mikal Bridges (42)   | Nicolas Claxton (12) | Spencer Dinwiddie (12) | Barclays Center 17 849       | 42 - 35 |

| Match | Date match | Équipe       | Score     | Meilleur marqueur      | Meilleur rebondeur       | Meilleur passeur       | Lieux Spectateurs           | Série   |
| ----- | ---------- | ------------ | --------- | ---------------------- | ------------------------ | ---------------------- | --------------------------- | ------- |
| 78    | 2 avril    | Utah         | V 111-110 | Mikal Bridges (30)     | Trois joueurs (7)        | Spencer Dinwiddie (12) | Barclays Center 17 732      | 43 - 35 |
| 79    | 4 avril    | Minnesota    | D 102-107 | Spencer Dinwiddie (30) | Dorian Finney-Smith (10) | Spencer Dinwiddie (6)  | Barclays Center 17 893      | 43 - 36 |
| 80    | 5 avril    | @ Détroit    | V 123-108 | Mikal Bridges (26)     | Trois joueurs (7)        | Spencer Dinwiddie (16) | Little Caesars Arena 18 313 | 44 - 36 |
| 81    | 7 avril    | Orlando      | V 101-84  | Mikal Bridges (22)     | Nicolas Claxton (15)     | Spencer Dinwiddie (14) | Barclays Center 18 177      | 45 - 36 |
| 82    | 9 avril    | Philadelphie | D 105-134 | Cameron Thomas (46)    | Day'Ron Sharpe (10)      | RaiQuan Gray (7)       | Barclays Center 17 732      | 45 - 37 |

### Playoffs
| Playoffs Total: 0-4 (Domicile : 0-2; Extérieur : 0-2) |

| Match | Date match | Équipe         | Score     | Meilleur marqueur      | Meilleur rebondeur      | Meilleur passeur      | Lieux Spectateurs         | Série |
| ----- | ---------- | -------------- | --------- | ---------------------- | ----------------------- | --------------------- | ------------------------- | ----- |
| 1     | 15 avril   | @ Philadelphie | D 101-121 | Mikal Bridges (30)     | Nicolas Claxton (10)    | Spencer Dinwiddie (7) | Wells Fargo Center 20 913 | 0 - 1 |
| 2     | 17 avril   | @ Philadelphie | D 84-96   | Cameron Johnson (28)   | Dorian Finney-Smith (7) | Mikal Bridges (7)     | Wells Fargo Center 20 958 | 0 - 2 |
| 3     | 20 avril   | Philadelphie   | D 97-102  | Mikal Bridges (26)     | Dorian Finney-Smith (9) | Spencer Dinwiddie (7) | Barclays Center 17 910    | 0 - 3 |
| 4     | 22 avril   | Philadelphie   | D 88-96   | Spencer Dinwiddie (20) | Nicolas Claxton (12)    | Spencer Dinwiddie (6) | Barclays Center 18 037    | 0 - 4 |

### Confrontations en saison régulière
| Conférence Est      | Conférence Est                              | Conférence Est                              | Conférence Est                              | Conférence Est                              | Conférence Ouest                            | Conférence Ouest                            | Conférence Ouest                            |
| Division Atlantique | Division Atlantique                         | Division Atlantique                         | Division Atlantique                         | Division Atlantique                         | Division Nord-Ouest                         | Division Nord-Ouest                         | Division Nord-Ouest                         |
| Équipe              | Domicile                                    | Domicile                                    | Extérieur                                   | Extérieur                                   | Équipe                                      | Domicile                                    | Extérieur                                   |
| ------------------- | ------------------------------------------- | ------------------------------------------- | ------------------------------------------- | ------------------------------------------- | ------------------------------------------- | ------------------------------------------- | ------------------------------------------- |
| Boston              | 92-103                                      | 98-109                                      | 96-139                                      | 115-105                                     | Denver                                      | 102-108                                     | 122-120                                     |
|                     |                                             |                                             |                                             |                                             | Minnesota                                   | 102-107                                     | 124-123 (OT)                                |
| New York            | 112-85                                      | 122-115                                     | 106-124                                     | 118-142                                     | Oklahoma City                               | 102-112                                     | 107-121                                     |
| Philadelphie        | 98-101                                      | 105-134                                     | 106-115                                     | 133-137                                     | Portland                                    | 111-97                                      | 109-107                                     |
| Toronto             | 109-105                                     | 114-105                                     | 112-98                                      | 119-116                                     | Utah                                        | 111-110                                     | 117-106                                     |
| Division            | 7–9 (Domicile : 4-4; Extérieur : 3-5)       | 7–9 (Domicile : 4-4; Extérieur : 3-5)       | 7–9 (Domicile : 4-4; Extérieur : 3-5)       | 7–9 (Domicile : 4-4; Extérieur : 3-5)       | Division                                    | 6–4 (Domicile : 2-3; Extérieur : 4-1)       | 6–4 (Domicile : 2-3; Extérieur : 4-1)       |
| Division Centrale   | Division Centrale                           | Division Centrale                           | Division Centrale                           | Division Centrale                           | Division Pacifique                          | Division Pacifique                          | Division Pacifique                          |
| Équipe              | Domicile                                    | Domicile                                    | Extérieur                                   | Extérieur                                   | Équipe                                      | Domicile                                    | Extérieur                                   |
| Chicago             | 99-108                                      | 116-105                                     | 112-121                                     | 87-131                                      | Golden State                                | 143-113                                     | 120-116                                     |
| Cleveland           | 109-115                                     | 114-116                                     | 125-117                                     |                                             | L.A. Clippers                               | 116-124                                     | 110-95                                      |
| Detroit             | 122-130                                     |                                             | 124-121                                     | 123-108                                     | L.A. Lakers                                 | 121-104                                     | 103-116                                     |
| Indiana             | 116-125                                     | 116-109                                     | 117-128                                     | 136-133                                     | Phoenix                                     | 112-116                                     | 112-117                                     |
| Milwaukee           | 118-100                                     | 104-118                                     | 99-110                                      | 113-118                                     | Sacramento                                  | 96-101                                      | 121-153                                     |
| Division            | 7–11 (Domicile : 3-6; Extérieur : 4-5)      | 7–11 (Domicile : 3-6; Extérieur : 4-5)      | 7–11 (Domicile : 3-6; Extérieur : 4-5)      | 7–11 (Domicile : 3-6; Extérieur : 4-5)      | Division                                    | 4–6 (Domicile : 2-3; Extérieur : 2-3)       | 4–6 (Domicile : 2-3; Extérieur : 2-3)       |
| Division Sud-Est    | Division Sud-Est                            | Division Sud-Est                            | Division Sud-Est                            | Division Sud-Est                            | Division Sud-Ouest                          | Division Sud-Ouest                          | Division Sud-Ouest                          |
| Équipe              | Domicile                                    | Domicile                                    | Extérieur                                   | Extérieur                                   | Équipe                                      | Domicile                                    | Extérieur                                   |
| Atlanta             | 120-116                                     | 124-107                                     | 108-107                                     | 127-129                                     | Dallas                                      | 125-129 (OT)                                | 94-96                                       |
| Charlotte           | 122-116                                     | 102-86                                      | 98-94                                       | 123-106                                     | Houston                                     | 123-114                                     | 118-96                                      |
| Miami               | 116-105                                     |                                             | 102-101                                     | 129-100                                     | Memphis                                     | 127-115                                     | 124-134                                     |
| Orlando             | 109-102                                     | 101-84                                      | 106-119                                     |                                             | New Orleans                                 | 108-130                                     | 108-102                                     |
| Washington          | 113-107                                     | 125-123                                     | 128-86                                      | 112-100                                     | San Antonio                                 | 139-103                                     | 98-106                                      |
| Division            | 15–2 (Domicile : 9-0; Extérieur : 6-2)      | 15–2 (Domicile : 9-0; Extérieur : 6-2)      | 15–2 (Domicile : 9-0; Extérieur : 6-2)      | 15–2 (Domicile : 9-0; Extérieur : 6-2)      | Division                                    | 6–5 (Domicile : 3-2; Extérieur : 4-5)       | 6–5 (Domicile : 3-2; Extérieur : 4-5)       |
| Conférence          | 30–22 (Domicile : 16–10; Extérieur : 14–12) | 30–22 (Domicile : 16–10; Extérieur : 14–12) | 30–22 (Domicile : 16–10; Extérieur : 14–12) | 30–22 (Domicile : 16–10; Extérieur : 14–12) | Conférence                                  | 15–15 (Domicile : 7–8; Extérieur : 8–7)     | 15–15 (Domicile : 7–8; Extérieur : 8–7)     |
| Total               | 45–37 (Domicile : 23–18; Extérieur : 22–19) | 45–37 (Domicile : 23–18; Extérieur : 22–19) | 45–37 (Domicile : 23–18; Extérieur : 22–19) | 45–37 (Domicile : 23–18; Extérieur : 22–19) | 45–37 (Domicile : 23–18; Extérieur : 22–19) | 45–37 (Domicile : 23–18; Extérieur : 22–19) | 45–37 (Domicile : 23–18; Extérieur : 22–19) |

## Classements
| Conférence Est | Conférence Est             | Conférence Est | Conférence Est | Conférence Est | Conférence Est | Conférence Est | Conférence Est |
| No             | Franchise                  | Vic.           | Déf.           | MJ             | V/D            | GB             |                |
| -------------- | -------------------------- | -------------- | -------------- | -------------- | -------------- | -------------- | -------------- |
| 1              | z - Bucks de Milwaukee     | 58             | 24             | 82             | .707           | -              |                |
| 2              | y - Celtics de Boston      | 57             | 25             | 82             | .695           | 1              |                |
| 3              | x - 76ers de Philadelphie  | 54             | 28             | 82             | .659           | 4              |                |
| 4              | x - Cavaliers de Cleveland | 51             | 31             | 82             | .622           | 7              |                |
| 5              | x - Knicks de New York     | 47             | 35             | 82             | .573           | 11             |                |
| 6              | x - Nets de Brooklyn       | 45             | 37             | 82             | .549           | 13             |                |
|                |                            |                |                |                |                |                |                |
| 7              | x - Heat de Miami          | 44             | 38             | 82             | .537           | 14             |                |
| 8              | y - Hawks d'Atlanta        | 41             | 41             | 82             | .500           | 17             |                |
| 9              | pi - Raptors de Toronto    | 41             | 41             | 82             | .500           | 17             |                |
| 10             | pi - Bulls de Chicago      | 40             | 42             | 82             | .488           | 18             |                |
|                |                            |                |                |                |                |                |                |
| 11             | o - Pacers de l'Indiana    | 35             | 47             | 82             | .427           | 23             |                |
| 12             | o - Wizards de Washington  | 35             | 47             | 82             | .427           | 23             |                |
| 13             | o - Magic d'Orlando        | 34             | 48             | 82             | .415           | 24             |                |
| 14             | o - Hornets de Charlotte   | 27             | 55             | 82             | .329           | 31             |                |
| 15             | o - Pistons de Détroit     | 17             | 65             | 82             | .207           | 41             |                |

| Division Atlantique       | V  | D  | MJ | V/D  | GB | Dom   | Ext   | Div  |
| ------------------------- | -- | -- | -- | ---- | -- | ----- | ----- | ---- |
| y - Celtics de Boston     | 57 | 25 | 82 | .695 | –  | 32-9  | 25-16 | 11-5 |
| x - 76ers de Philadelphie | 54 | 28 | 82 | .659 | 3  | 29-12 | 25-16 | 10-6 |
| x - Knicks de New York    | 47 | 35 | 82 | .573 | 10 | 23-18 | 24-17 | 8-8  |
| x - Nets de Brooklyn      | 45 | 37 | 82 | .549 | 12 | 23-18 | 22-19 | 7-9  |
| pi - Raptors de Toronto   | 41 | 41 | 82 | .500 | 16 | 27-14 | 14-27 | 4-12 |